# 池田東一郎
池田 東一郎（いけだ とういちろう、1961年7月31日 - ）は、日本の政治家、労働官僚。神奈川県大磯町長（1期）。元神奈川県議会議員（2期）。

## 来歴
東京都生まれ。開成中学校・高等学校、東京大学医学部保健学科卒業。大学時代は硬式野球部に所属し、東京六大学野球リーグ戦に出場した。1986年、労働省（現・厚生労働省）に入省。労政局、婦人局等に勤務。
1991年、外務省に出向。1993年8月9日、細川内閣が発足し、旧神奈川3区の藤井裕久が大蔵大臣に就任。池田は大蔵省に出向し、大蔵大臣秘書官となった。1994年6月30日、羽田内閣は総辞職。藤井も大蔵大臣を退任。同年、池田は藤井の政策担当秘書となった。
1996年10月の衆院選に、藤井は神奈川14区から新進党公認で立候補。池田は神奈川15区から同党公認で立候補。藤井は当選を果たすが、神奈川15区においては民主党元職の富塚三夫と池田との間で票が割れ、池田は次点で落選した。
1999年4月25日に行われた茅ヶ崎市長選挙に立候補するも、元県議の添田高明に敗れ、次点で落選。2001年、浅尾慶一郎の政策担当秘書となる。2009年、池田元久の政策担当秘書となる。2001年、田中美絵子の政策担当秘書となる。
2012年12月の衆院選に神奈川5区からみんなの党公認で立候補するも落選。落選後、山田太郎の政策担当秘書となる。
2014年12月の衆院選に神奈川15区から無所属で立候補するも落選。
2015年4月の神奈川県議会議員選挙に大磯町・二宮町選挙区（定数1）から無所属で立候補し、自民党現職の古沢時衛を破り初当選。2019年、無投票で再選。
2022年11月18日、県議を辞職。同年11月27日に行われた大磯町長選挙に立候補。候補者計6人の乱戦を制し、初当選した。12月15日、町長就任。